# Juana Carlota de Bréchard

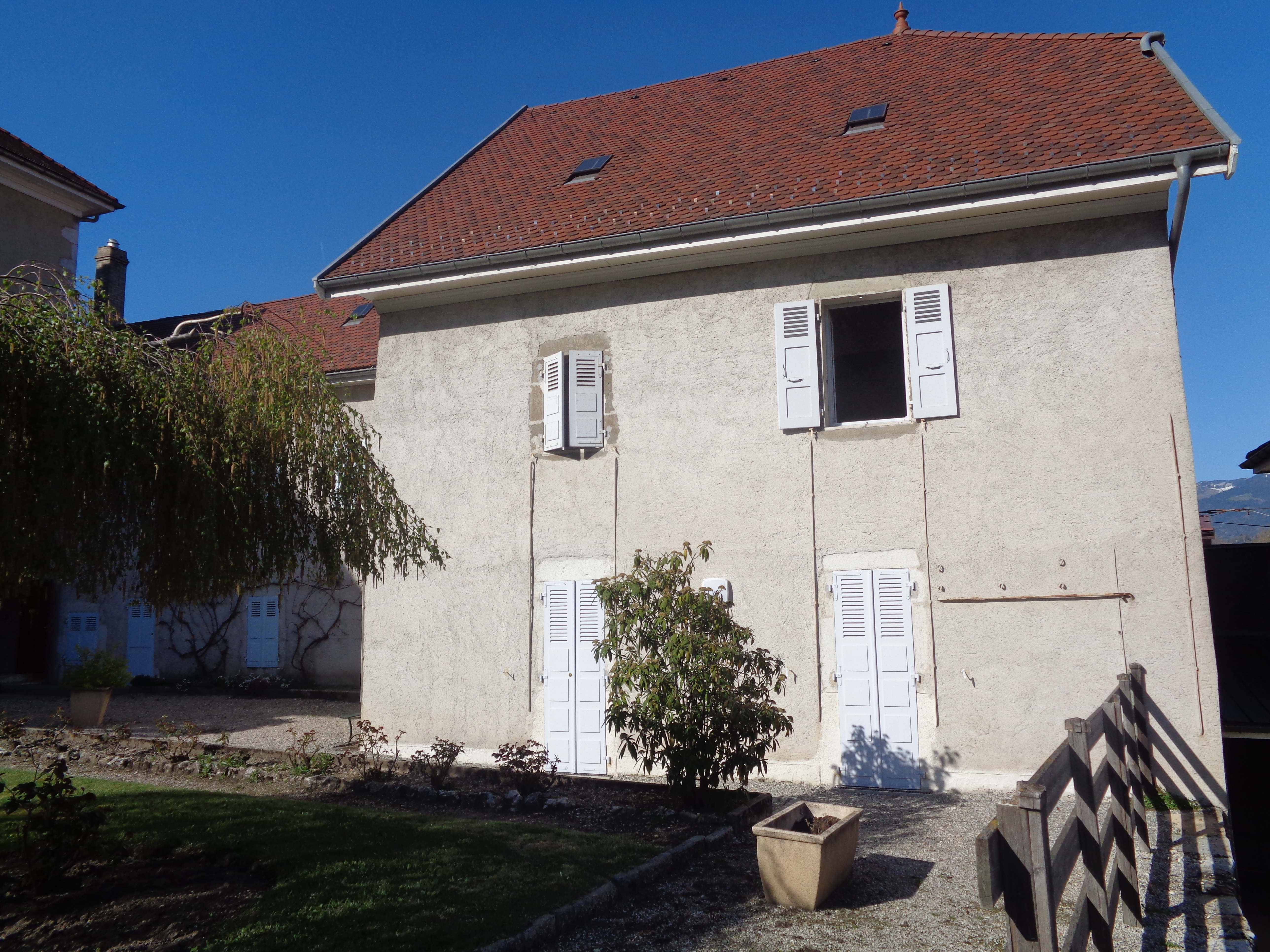
La Casa de la Galería, donde se fundó la Orden de la Visitación de Santa María el 6 de junio de 1610. Arriba a la izquierda, la habitación de Juana Carlota; a la derecha, la de Santa Juana de Chantal.

Jeanne-Charlotte de Bréchard, nacida hacia 1580 en el castillo de Vellerot, en la parroquia de Saint-Pierre-en-Vaux (actual Côte-d'Or), y fallecida el 18 de noviembre de 1637 en Riom (Puy-de-Dôme), fue una religiosa francesa, tercera miembro de la Orden de la Visitación de Santa María, fundada en 1610 por santa Juana de Chantal y san Francisco de Sales. También fue fundadora de los monasterios de Moulins, Nevers y Riom.

## Biografía

### Una infancia difícil
Jeanne-Charlotte de Bréchard nació hacia 1580 en el castillo de Vellerot, situado en la parroquia de Saint-Pierre-en-Vaux, en el actual departamento de Côte-d'Or. Procedente de una familia noble de Borgoña, fue la hija menor de Jean de Bréchard. Su madre falleció poco después de su nacimiento y la nodriza encargada de cuidarla descuidó sus obligaciones. Sufrió malos tratos durante gran parte de su infancia.
En 1589, la gran peste azotó Vellerot. Juana Carlota contrajo la enfermedad. Con apenas nueve años, fue llevada a una choza del pueblo donde se reunían otros enfermos. Logró sobrevivir y pasó tres meses sola en el campo devastado, una experiencia que forjó su temprana comprensión del sufrimiento y de la muerte. Tras esta dura prueba, su padre la envió a un monasterio cercano para recibir educación. Sin embargo, las monjas, que habían relajado la severidad de su regla, la trataban más como sirvienta que como alumna. Ante estas adversidades, demostró una gran fe y una profunda humildad. Su padre, que había perdido a varios hijos, la llevó de nuevo al castillo, donde se instruyó por sí misma leyendo los libros de la biblioteca familiar. Desde muy joven mostró una profunda inclinación hacia la vida espiritual, dedicando su tiempo a la oración y a la ayuda a los pobres.
Deseando ingresar en la Orden de las Clarisas, se encontró con el rechazo de su padre, quien consideraba este proyecto como una extravagancia. Por obediencia, dejó de lado esta aspiración y continuó con sus prácticas piadosas

### El camino hacia la vida religiosa
A la edad de 25 años, asistió a un sermón de un fraile franciscano en un pueblo cercano. Profundamente conmovida, le confió su deseo de seguir la vida religiosa. El fraile, en contacto con las carmelitas de Dijon, prometió interceder en su favor. Al mismo tiempo, su pariente, la baronesa de Chantal —una viuda que compartía sus aspiraciones espirituales— la invitó a hospedarse en su castillo y obtuvo el permiso de su padre para tomarla bajo su protección.
Aunque el Carmelo de Dijon aceptó su candidatura, la frágil salud de Juana Carlota no le permitió soportar los rigores de la orden. Al llegar la Cuaresma, no omitió ninguna penitencia y pronto cayó enferma. Tan pronto como recuperó un poco de fuerzas, se levantó a pesar de la fiebre para asistir a los oficios. La priora, profundamente edificada por el fervor de la joven postulante, le comunicó, sin embargo, que no podía admitirla debido a su estado de salud.

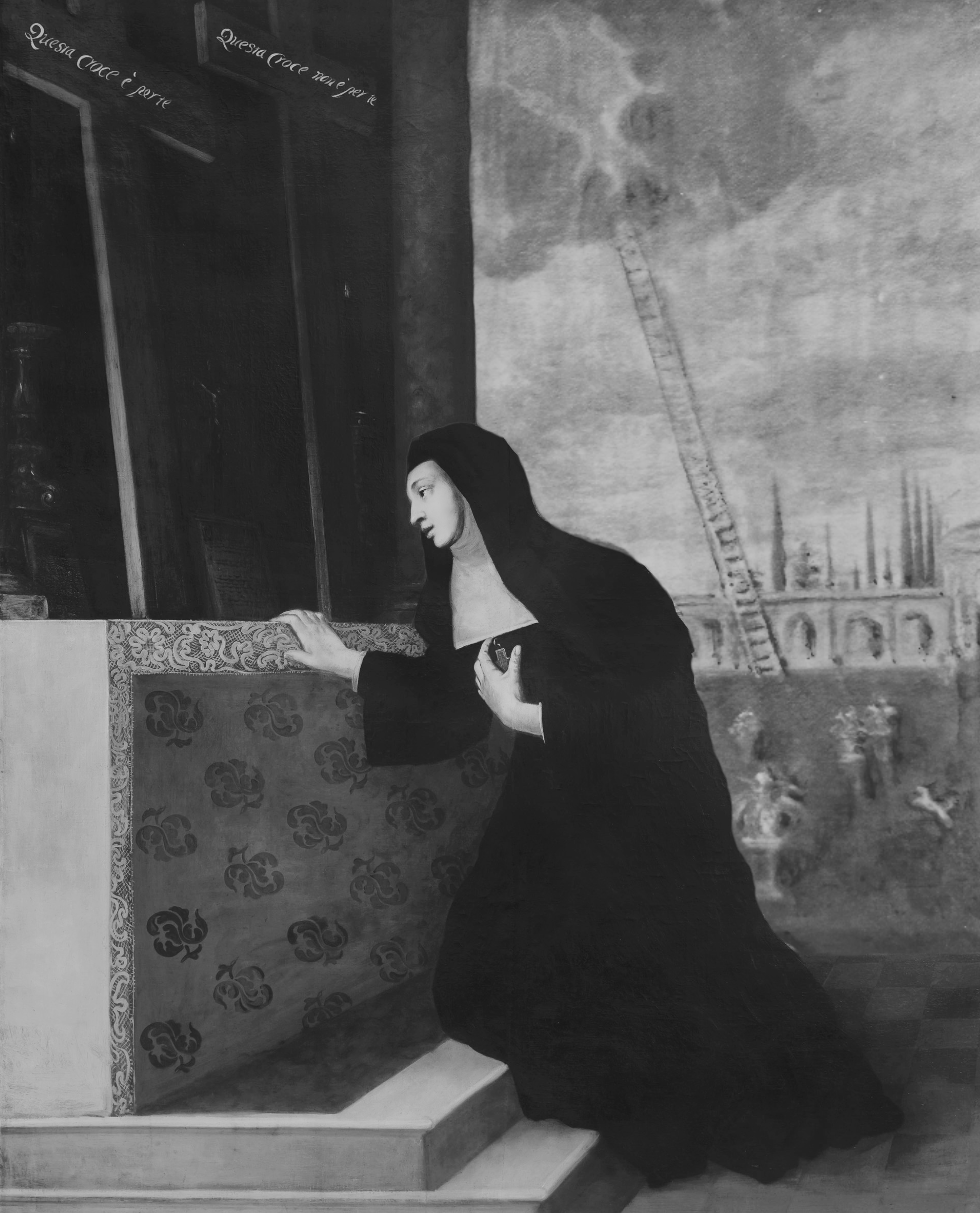
Pintura que ilustra el sueño de Juana Carlota de Bréchard.

DDe regreso con Madame de Chantal, Jeanne-Charlotte tuvo un extraño sueño, que más tarde interpretó como una señal de su vocación. Parece que entró en una iglesia, donde primero vio una gran cruz de piedra blanca. Corrió a abrazarla y, postrándose a sus pies, oyó una voz que le decía: « Esta cruz no es la tuya, sube más alto. » Avanzando hacia el altar mayor, descubrió una segunda cruz, de aspecto menos macizo, pero de la misma altura que la primera. De nuevo, se arrodilló y la abrazó, y una voz le dijo: « Esta cruz es tu parte. Al llevar esta nueva cruz que mi amor ha esculpido, llegarás tan alto como si llevaras una más pesada. » Este sueño, que ella recuerda con gran precisión, le pareció una prefiguración del orden de la Visitación.
Poco después del encuentro entre Madame de Chantal y François de Sales, Juana Carlota fue presentada al obispo. Él apreció profundamente su humildad y lo que llamó su « calidad del alma ». Ya estaba considerando la fundación de un nuevo instituto religioso. Un día, cuando ella le preguntó sobre su vocación, él le respondió: « Hija mía, ¿estarías contenta de pagar el mismo precio que Madame de Chantal? » — « Padre mío, ¡es una felicidad que no me atrevo a esperar! » — « Pues bien, hija mía, permanece en paz y piensa solo en amar a Aquél que te quiere completamente suya. »

### La Visitación
Estas palabras anunciaron la fundación de la Orden de la Visitación de Santa María, de la cual Madame de Chantal y Juana Carlota fueron las primeras reclutas. Al llegar a Annecy en 1610, François de Sales las instaló en la casa conocida como la Galería. La pequeña comunidad se vio pronto reforzada por la llegada de Jacqueline Favre, y las tres fundaron juntas el Instituto de la Visitación el 6 de junio de 1610.
Deseando enseñar la humildad a las futuras monjas, Francisco de Sales decidió colocar a Juana Carlota en tercer lugar, a pesar de las objeciones de Juana de Chantal. Sabía que ella aceptaría esta decisión con una sumisión ejemplar. Así, no se convirtió en la segunda, sino en la tercera hermana de la orden.
Ejerció alternativamente los cargos de economa, enfermera y maestra de novicias. Durante las ausencias de Juana de Chantal y Francisco de Sales, asumió la dirección de la comunidad. La fama de la orden se extendió rápidamente, lo que hizo necesaria la creación de nuevos monasterios.

### Los cimientos

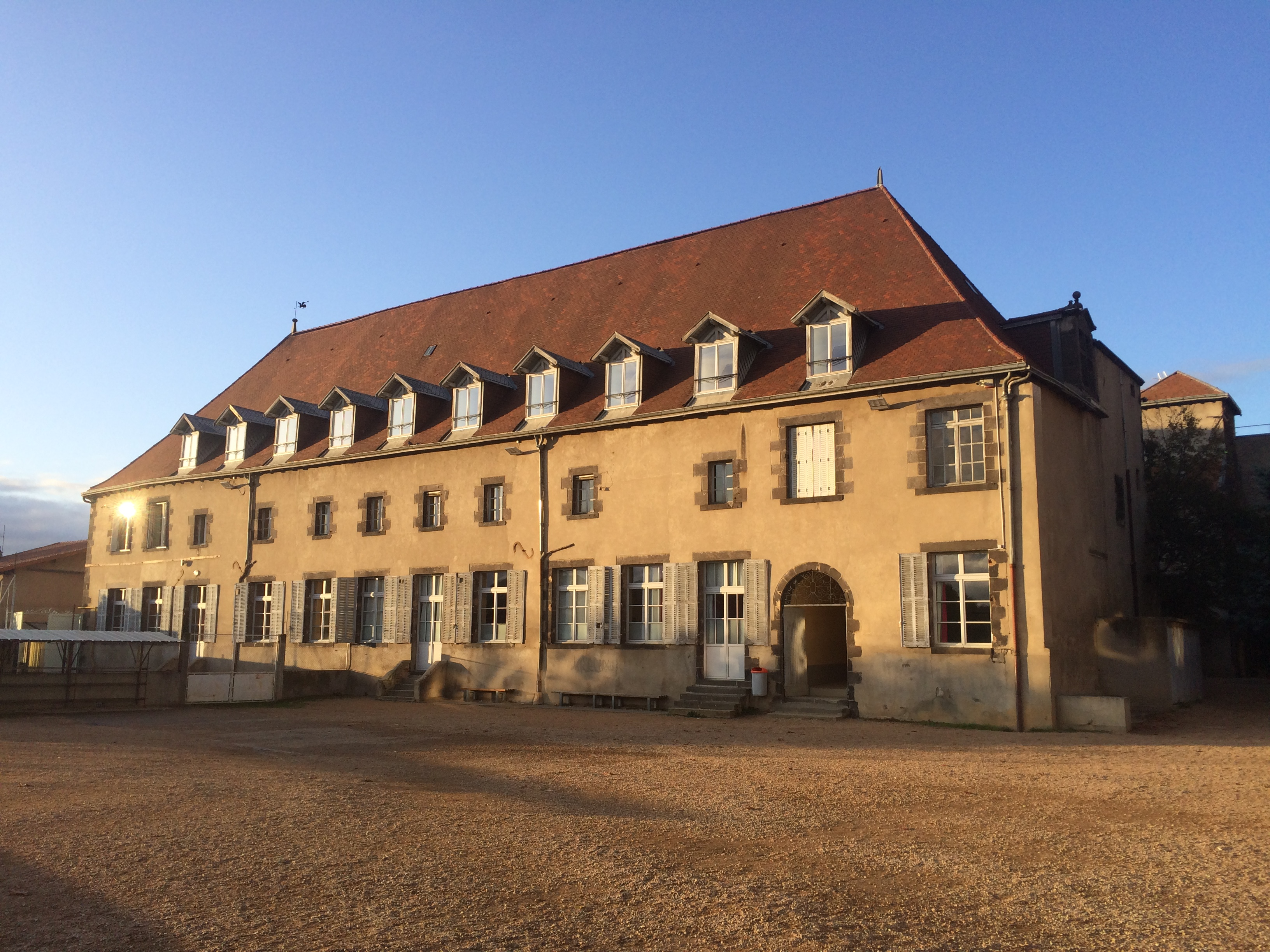
Antiguo monasterio de la Visitación de Riom (1640), vista del ala sur. Actualmente, es sede de un establecimiento marista.

La Madre de Bréchard fue llamada a fundar varios monasterios, entre ellos:
- La Visitación de Moulins en 1616 ;
- La Visitación de Nevers en 1620 ;
- La Visitación de Riom en 1623.

#### Molinos
La llegada a Moulins se produjo en una situación de gran pobreza. Las hermanas, creyendo que la fundación estaba asegurada, no trajeron nada consigo. Sin embargo, en realidad, la benefactora solo había comprado una casa vacía, sin muebles ni alimentos. Así, la madre de Bréchard dirigió inicialmente esta comunidad en la más absoluta pobreza. La humildad y el fervor de las monjas transformaron esta sencillez en alegría, y finalmente llegó el dinero. Se construyó un primer monasterio y una capilla que la madre de Bréchard deseó que fuera lo más hermosa posible. (Esta capilla fue posteriormente reemplazada por la actual capilla de la Visitación de Moulins.)

#### Nevers
Tras el éxito de la fundación en Moulins, se discutió la creación de un nuevo monasterio en Nevers, donde las autoridades locales deseaban acoger a la madre de Bréchard. Sin embargo, en Moulins, nadie quería que se marchara, y los cónsules temían las consecuencias de su ausencia para la joven comunidad. Por lo tanto, se prohibió que cualquier persona transportara a las Visitandinas. No queriendo retrasar la fundación, la madre de Bréchard renunció a la idea de fundar personalmente el monasterio. Sin embargo, logró que algunas monjas de confianza salieran de noche, bajo la dirección de una hermana de Annecy. Aunque no fue la primera superiora del convento de Nevers, se la reconoce como su fundadora.

#### Riom
Ahora que la fundación de Moulins estaba firmemente establecida, no se pudo oponer la partida de la madre de Bréchard hacia Riom, en el Puy-de-Dôme, donde desde hacía tiempo se deseaba la llegada de las Visitandinas. Sin embargo, los cónsules de la ciudad se opusieron a la instalación de las monjas, considerando que el número de monasterios presentes ya era suficiente. Los habitantes estaban divididos: algunos temían un aumento de impuestos y estallaron enfrentamientos entre los dos bandos. Las hermanas sufrieron numerosos insultos y acosos por parte de sus opositores. Fue necesaria toda la perseverancia y humildad de la madre de Bréchard para calmar las tensiones y tranquilizar a la población. Finalmente, la Visitación de Riom fue inaugurada el 8 de diciembre de 1623, festividad de la Inmaculada Concepción, en presencia de Juana de Chantal. La comunidad atrajo rápidamente a numerosos postulantes, y Jeanne-Charlotte se convirtió en una figura respetada y una consejera muy apreciada por los habitantes de Riom.

### El final de su vida
Después de cumplir dos mandatos como superiora en Riom, Jeanne-Charlotte se retiró debido a problemas de salud. A pesar de sus dolores, preparó la construcción de un nuevo monasterio en los suburbios y siempre veló por la comunidad. Al enterarse de su inminente muerte, expresó su alegría por unirse al Señor, subrayando cómo la misericordia divina superaba con creces sus numerosas faltas. Murió rodeada de la comunidad el 18 de noviembre de 1637.

## Santidad
Habiendo muerto con fama de santidad, rápidamente se consideró iniciar el proceso de beatificación de Juana Carlota de Bréchard. Siete años después de su fallecimiento, su cuerpo fue encontrado intacto (incorrupto), exhalando un aroma muy dulce. A lo largo de las décadas, fue sometido a varios exámenes médicos, que confirmaron la persistencia de esta condición hasta la Revolución Francesa, durante casi 157 años. A pesar de los numerosos extractos de reliquias, el cuerpo permaneció flexible y libre de corrupción. Además, se le atribuyen numerosos milagros por su intercesión.
En 1709 se abrió un juicio en Roma, pero fue suspendido temporalmente en favor de la causa de la fundadora de la orden, Santa Juana de Chantal. La Revolución Francesa impidió cualquier reanudación del proceso. Un intento de revitalización en el siglo XX, en 1912, dio lugar a un importante trabajo de investigación, en el que participaron casi todos los monasterios de la Visitación franceses. El expediente, transmitido a Roma en los años 60, aún no ha sido examinado por la Congregación para las Causas de los Santos, debido a la falta de un postulador designado.

## Actualmente
Tras la partida de las Visitandinas de Riom en 1972, el recuerdo de Juana Carlota se desvaneció. En agosto de 2019, dos apasionados fundaron la asociación 'Amigos de la Madre de Bréchard' para promover su historia. Su intercesión sigue siendo solicitada en los lugares donde vivió y en los monasterios de la Visitación, aunque la Iglesia aún no se ha pronunciado oficialmente sobre su causa.